# Mulloidichthys ayliffe
Mulloidichthys ayliffe är en fiskart som beskrevs av Franz Uiblein 2011. Mulloidichthys ayliffe ingår i släktet Mulloidichthys och familjen mullefiskar. Inga underarter finns listade i Catalogue of Life.